# Helloween (EP)
Il Mini-LP Helloween, pubblicato nel 1985 dalla Noise Records, è il disco di debutto della band.

## Tracce
1. Starlight – 5:17 (Weikath, Hansen)
2. Murderer – 4:26 (Hansen)
3. Warrior – 4:00 (Hansen)
4. Victim Of Fate – 6:37 (Hansen)
5. Cry For Freedom – 6:02 (Weikath, Hansen)

## Formazione

### Gruppo
- Kai Hansen – voce, chitarra
- Michael Weikath – chitarra
- Markus Großkopf – basso
- Ingo Schwichtenberg – batteria

### Produzione
- Harris Johns - missaggio
- Uwe Karczewski - copertina